# Peter Mark Richman
Peter Mark Richman, właściwie Marvin Jack Richman (ur. 16 kwietnia 1927 w Filadelfii, w stanie Pensylwania, zm. 14 stycznia 2021 w Los Angeles) – amerykański aktor filmowy, telewizyjny, teatralny i głosowy.
Od 1953 roku do swojej śmierci był mężem Helen Richman, z którą miał pięcioro dzieci: trzech synów – Howarda Bennetta, Lucasa Diona, Rogera Lloyda oraz dwie córki – Kelly Allyn i Orien.
Zmarł z przyczyn naturalnych w 2021 roku w wieku 93 lat.

## Filmografia

### Filmy
- 1956: Przyjacielska perswazja (Friendly Persuasion) jako Gard
- 1980: Czynnik PSI (PSI Factor) jako Edgar Hamilton
- 1988: Bonanza: następne pokolenie jako pan Dunson
- 1989: Piątek, trzynastego VIII: Jason zdobywa Manhattan (Friday the 13th Part VIII: Jason Takes Manhattan) jako Charles McCullough
- 1991: Naga broń 2½: Kto obroni prezydenta? jako Arthur Dunwell
- 2009: His Name Was Jason: 30 Years of Friday the 13th jako on sam

### Seriale
- 1964: Ścigany jako Johnny
- 1966: Ścigany jako zastępca szeryfa Prycera
- 1968: Bonanza jako Richard Vardeman
- 1970: Mission: Impossible jako generał Stefano Aragas
- 1970: Mission: Impossible jako doktor Paul Tabor
- 1972: Mission: Impossible jako doktor Hargreaves
- 1973: Ulice San Francisco jako porucznik Vincent Bondini
- 1978: Dallas jako Maynard Anderson
- 1979: Aniołki Charliego jako Atamien
- 1979: Starsky i Hutch jako Avery Schiller
- 1980: Galactica 1980 jako pułkownik Briggs
- 1981: The Incredible Hulk jako Ellis Jordan
- 1981–1984: Dynastia (Dynasty) jako Andrew Laird
- 1984: Nieustraszony (Knight Rider) jako dr Klaus Bergstrom
- 1984: Santa Barbara jako Channing Creighton „C.C.” Capwell Jr.
- 1985: Statek miłości jako Frank Patton
- 1985: Nieustraszony (Knight Rider) jako Kleist
- 1986: Napisała: Morderstwo jako Lamar Bennett
- 1989: Matlock jako Adam Whitley
- 1993–1994: Beverly Hills, 90210 jako Lawrence Carson
- 1994–1998: Spider-Man jako stary Peter Parker (głos)